# Đường cao tốc A2 (Ba Lan)
Đường cao tốc A2 ở Ba Lan là đường cao tốc chạy từ tây sang đông qua miền trung Ba Lan, từ biên giới Ba Lan-Đức ở Świecko / Frankfurt, nơi nó kết nối với đường cao tốc quốc gia A12 của Đức, qua Poznań và Łódź đến Warsaw. Đường cao tốc là một phần của tuyến đường châu Âu E30 nối Berlin và Moscow. Vào ngày 4 tháng 6 năm 2014, đường cao tốc đã nhận được tên chính thức là Autostrada Wolności  (Đường cao tốc tự do).
Theo kế hoạch hiện tại, A2 sẽ được mở rộng dần về phía đông từ Warsaw, đến tận biên giới Ba Lan - Bêlarut ở Terespol / Brest, nơi nó sẽ kết nối với đường cao tốc M1. 21 kilômét (13 mi) đầu tiên của đoạn này là đường vòng của Misk Mazowiecki, được khai trương vào tháng 8 năm 2012. 14.6 km đoạn đường giữa Mińsk Mazowiecki và Warsaw sẽ được hoàn thành vào năm 2020. Đoạn giữa Mińsk Mazowiecki và biên giới (133 km) sẽ được hoàn thành sau năm 2020 và lịch trình chính xác sẽ phụ thuộc vào các quyết định tài trợ của chính phủ.
Đường A2 không chính thức chạy qua Warsaw, thay vào đó, các đoạn phía đông và phía tây sẽ được kết nối bằng đường cao tốc S2 (và các con đường khác).

## Lịch sử xây dựng

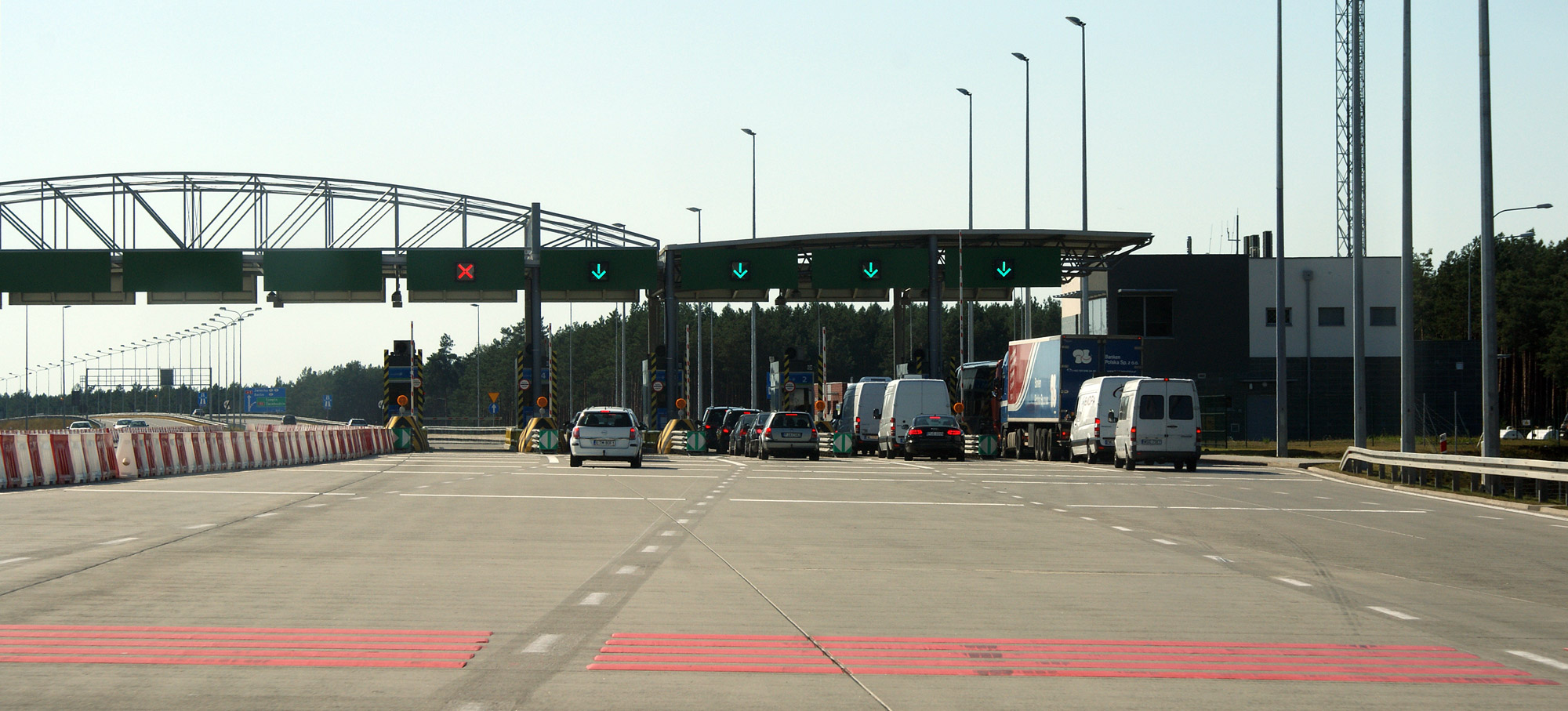
Trạm thu phí Tarnawa

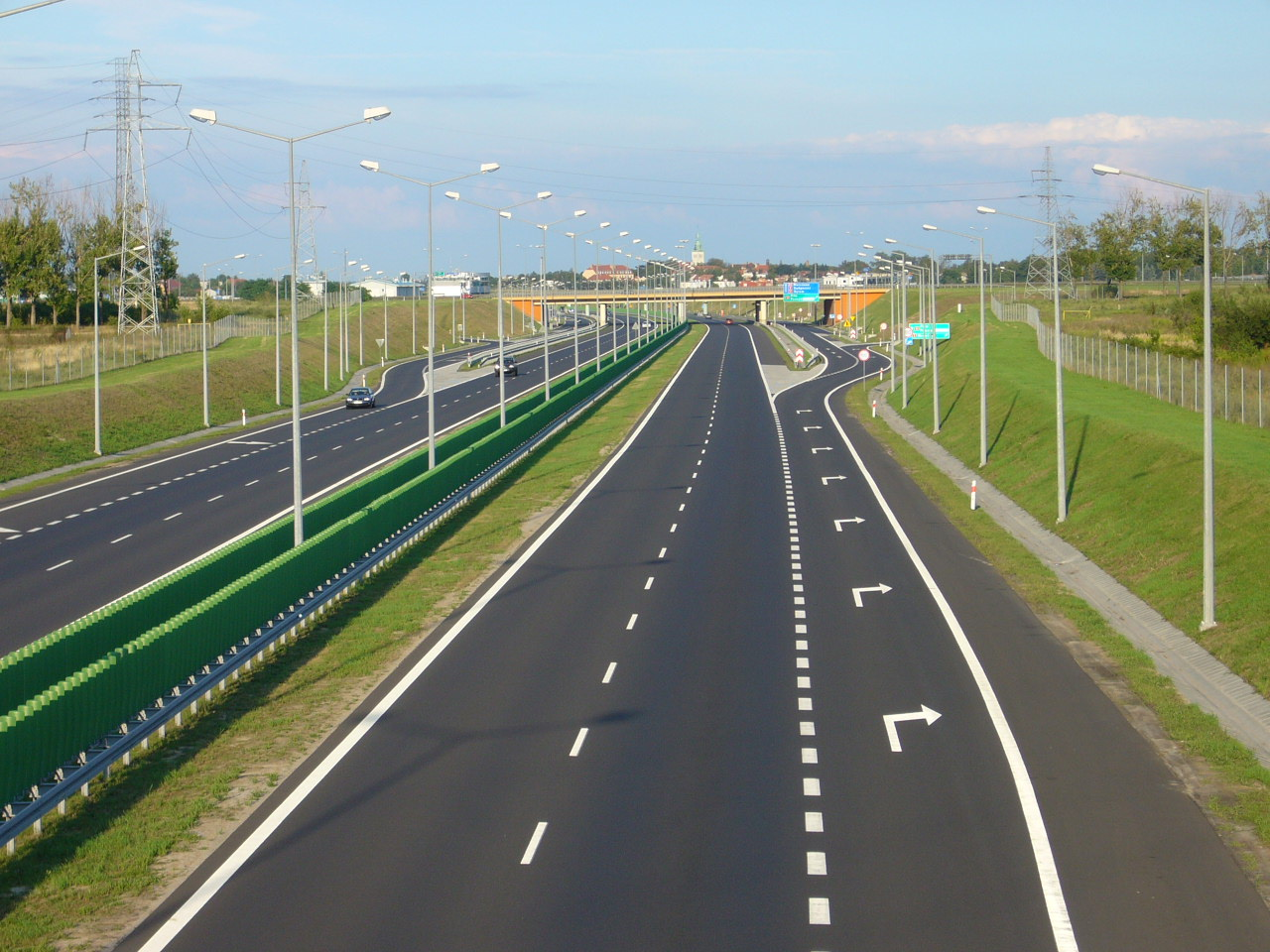
Đoạn đường A2 gần Poznań, khai trương năm 2003

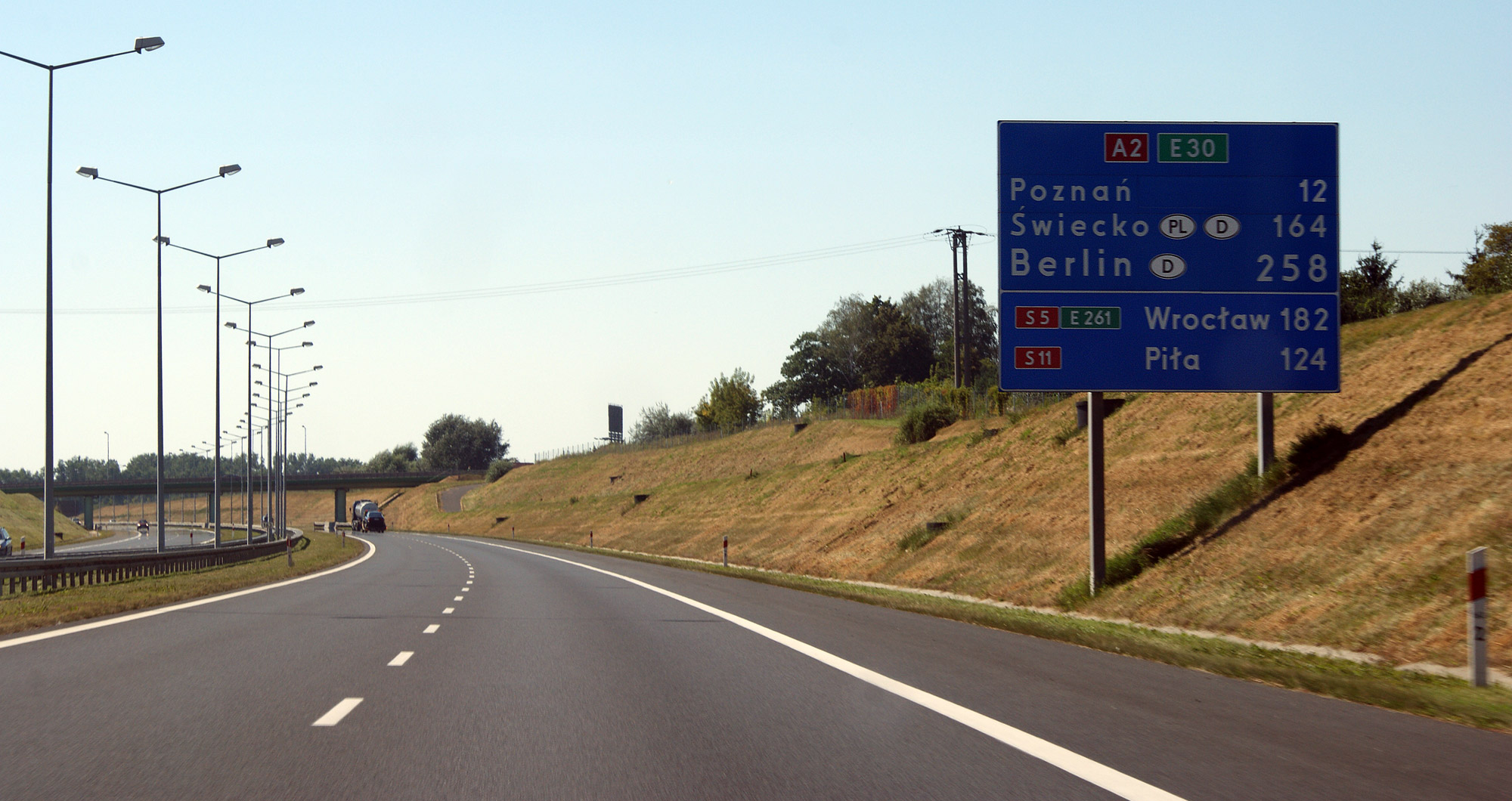
Đoạn đường A2 gần giao lộ Poznań Komorniki

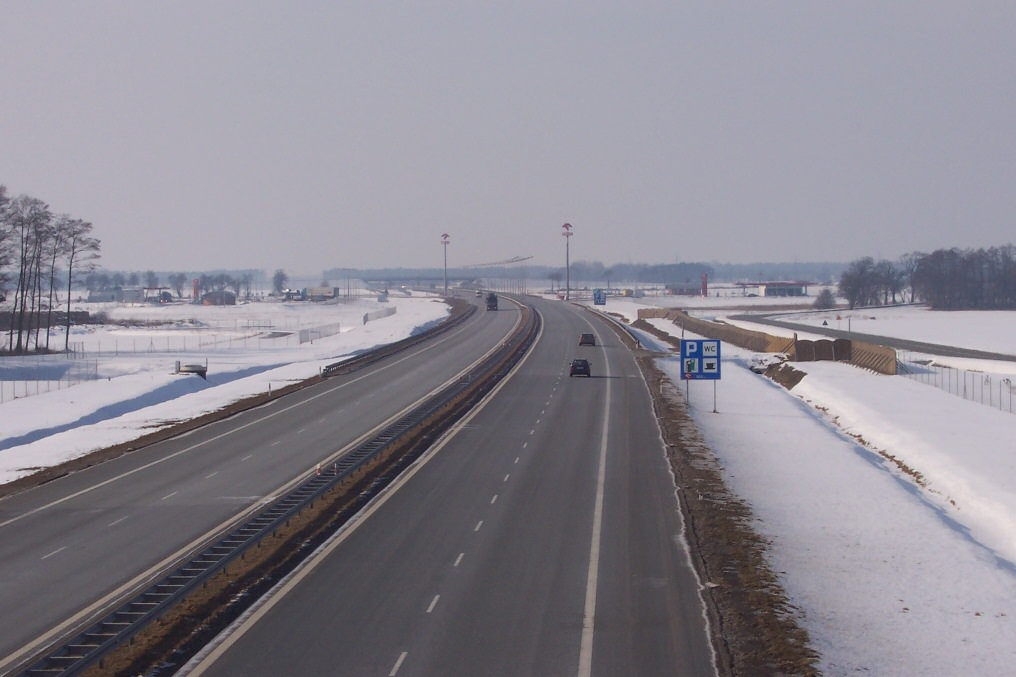
Đoạn đường A2 gần Kleszczewo (phía đông Poznań), khai trương năm 2003

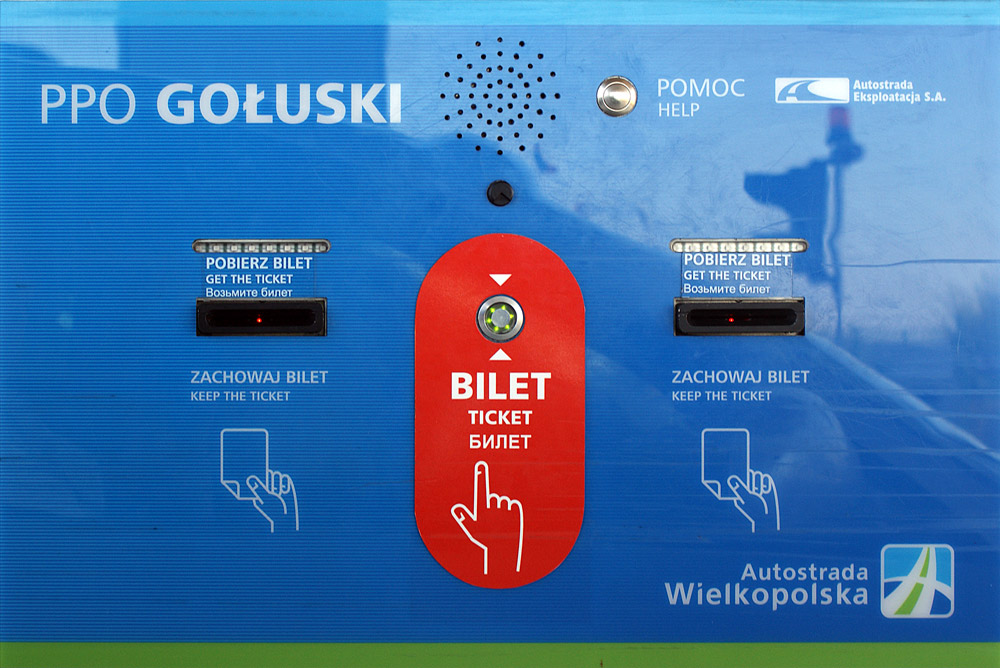
Máy bán vé tại trạm thu phí Gołuski

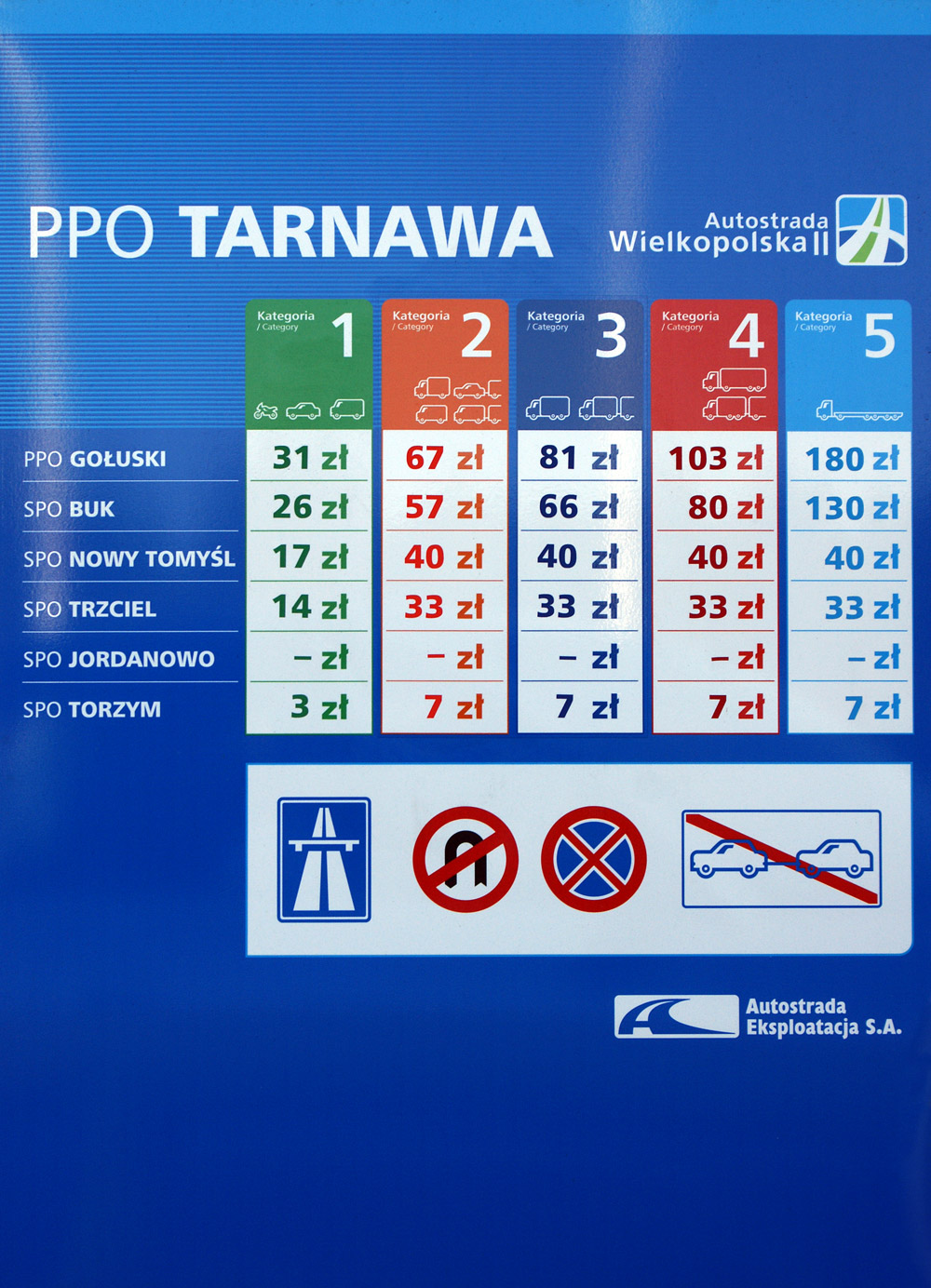
Bảng giá cầu (phần Gołuski-Tarnawa)

Đường cao tốc đầu tiên được lên kế hoạch dọc theo một phần của tuyến đường này là một đường cao tốc quốc gia Reichsautobahn do Đức Quốc xã khởi xướng để kết nối Berlin với Poznań (Posen). Việc xây dựng đường cao tốc này, được tăng tốc sau khi Poznań được sáp nhập vào Đức sau Cuộc xâm lược Ba Lan năm 1939, bị gián đoạn bởi chiến tranh và không bao giờ kết thúc, nhưng dấu vết của công trình đất của nó có thể thấy rõ trên các bức ảnh vệ tinh trong nhiều thập kỷ sau đó, đặc biệt là giữa biên giới với Đức và Nowy Tomyśl. Hầu hết các dấu vết này đã biến mất khi đường cao tốc hiện đại được xây dựng chủ yếu theo cùng một tuyến đường. Một đoạn ngắn của đường cao tốc chưa hoàn thành giữa biên giới và Rzepin đã được hoàn thành dưới dạng đường hai chiều sau năm 1945, tạo thành một phần mở rộng của đường cao tốc A 12 của Đức (được mở dưới dạng đường cao tốc quốc gia Reichsautobahn vào những năm 1930). Ngoại trừ đoạn đường này, công việc xây dựng không được tiếp tục trong những thập kỷ sau chiến tranh.
Các kế hoạch mới để xây dựng đường cao tốc A2 đã được thực hiện một cách nghiêm túc tại Ba Lan cộng sản vào những năm 1970, có thể với mục tiêu hoàn thành nó đúng lúc cho Thế vận hội Moscow năm 1980. Bởi vì cuộc khủng hoảng kinh tế xảy ra ở nước này vào cuối những năm 1970 và tiếp tục trong suốt những năm 1980, chỉ có 50 km (31 mi) đoạn từ Września đến Konin đã được mở vào những năm 1980. Việc xây dựng một đoạn đường khác (giữa Łódź và Warsaw) đã được bắt đầu và sau đó bị bỏ dở, để lại một tàn tích thú vị có tên chính thức là Olimpijka, lần lượt bị phá hủy vào khoảng năm 2010 khi việc xây dựng đường cao tốc được nối lại.
Việc xây dựng đường cao tốc chỉ bắt đầu vào năm 2001 sau khi chủ nghĩa cộng sản sụp đổ ở Ba Lan năm 1989. Trong tổng số chiều dài dự kiến là 610 km (380 mi), có 359 km (223 mi) đường đã được hoàn thành. Một phần khoảng 150 km (93 mi) (Nowy Tomyśl - Poznań - Września - Konin) đã mở hoàn toàn từ năm 2004. Đoạn đường này là một con đường thu phí, ngoại trừ đoạn ngắn qua Poznań, đóng vai trò là đường tránh của thành phố (giữa các nút giao tại Głuchowo và Kleszczewo). Thêm 100 km (62 mi) đoạn từ Konin đến Stryków gần Lódź đã được khai trương vào ngày 26 tháng 7 năm 2006. 4,8 km đường tránh ngắn của Stryków, bao gồm 2 km phần mở rộng của A2 và đoạn đường 1 làn tạm thời của đường cao tốc A1 trong tương lai, đã được khai trương vào tháng 12 năm 2008, để giảm bớt lưu lượng giao thông lớn trong thị trấn được tạo ra khi đường cao tốc được nối đến đó.
Vào mùa đông 2009/2010, dự án sẽ hoàn thành toàn bộ đoạn giữa biên giới với Đức và Warsaw vào mùa xuân năm 2012, mang lại cho thủ đô Ba Lan kết nối đường cao tốc đầu tiên với mạng lưới đường cao tốc châu Âu để kịp giải vô địch bóng đá Euro 2012. Mục tiêu đầy tham vọng đó đã bị đe dọa do những khó khăn khác nhau trong việc hoàn thiện các hợp đồng xây dựng và sự chậm trễ dẫn đến. 90 km (56 mi)  đường phần từ Stryków đến Warsaw đã được xây dựng trong quan hệ đối tác công tư, nhưng các cuộc đàm phán giữa chính phủ và các công ty tư nhân quan tâm đến việc tham gia xây dựng đã không mang lại hiệu quả vào tháng 2 năm 2009 do tranh chấp về các điều khoản tài chính. Sau đó, người ta đã quyết định rằng phần này của đường cao tốc sẽ được xây dựng chỉ bằng các quỹ công cộng. Quá trình đấu thầu mới được bắt đầu vào ngày 27 tháng 3, và các hợp đồng thiết kế và xây dựng đường đã được ký vào ngày 28 tháng 9. Phần đường này đã được chia thành 5 đoạn nhỏ hơn và vì vậy công việc xây dựng bắt đầu vào năm 2010. Các nhà thầu được yêu cầu mở đường cao tốc để lưu thông kịp thời cho Euro 2012. Mục tiêu này là một mục tiêu đầy tham vọng và cuối cùng đã chứng tỏ thách thức, vì khả năng có sự chậm trễ bất ngờ trong quá trình xây dựng  và thực tế là tập đoàn Trung Quốc đã từ bỏ dự án chưa đầy một năm sau đó, khiến chính phủ phải lựa chọn nhà thầu thay thế. Mục tiêu là để đường cao tốc này được mở tạm thời để lưu thông kịp thời cho Euro 2012, ngay cả khi nó chưa hoàn thành, với nhiều hạn chế khác nhau như giới hạn tốc độ thấp hơn để đảm bảo an toàn. Trong một thời gian, không rõ liệu mục tiêu giới hạn này có đạt được hay không, nhưng đường cao tốc đã mở cửa cho giao thông vào tháng 6 năm 2012 sau khi công việc xây dựng diễn ra rất nặng nề trong vài tháng cuối cùng.
Vào tháng 11 năm 2011, việc xây dựng đoạn đường đến biên giới Đức từ Nowy Tomyśl đã được hoàn thành. Con đường đã được mở cho giao thông công cộng vào ngày 1 tháng 12. Các trạm thu phí trên đoạn đường cao tốc này chưa được mở cho đến tháng 5 năm 2012. Vì vậy, việc sử dụng phần đường phía tây của A2 là miễn phí cho đến lúc đó.
Vào tháng 5 năm 2013, nút giao thông với S3 (Jordanowo) đã được mở cho giao thông. Đoạn đường đầu tiên nằm giữa nút giao với đường cao tốc A2 và nút giao "Świebodzin North". Vào tháng 6 năm 2013, S3 đã được mở rộng hơn nữa và mở cửa cho giao thông để đi từ giao lộ "Świebodzin South" đến đoạn đường cao tốc S3 hiện tại ở Sulechów. Vào tháng 7 năm 2013, đường tránh trên cao của Świebodzin giữa các nút giao "Świebodzin North" và "Świebodzin South" đã mở hoàn toàn cho giao thông. Do đó, đường S3 được mở rộng hoàn toàn từ Szczecin sang Sulechów.
| Đoạn đường cao tốc                 | Chiều dài          | Xây dựng (ngày khai trương gần đúng) | chú thích                                                                                 |
| ---------------------------------- | ------------------ | ------------------------------------ | ----------------------------------------------------------------------------------------- |
| Świecko - Tomyśl                   | 105,9 km (65,8 mi) | 2009-2011                            | khai trương ngày 1 tháng 12 năm 2011; đường cao tốc thu phí                               |
| Tomyśl - Poznań Komorniki          | 50,4 km (31,3 mi)  | 2001-2004                            | khai trương ngày 27 tháng 10 năm 2004; đường cao tốc thu phí                              |
| Poznań Komorniki - Poznań Krzeiny  | 13,3 km (8,3 mi)   | 2001-2003                            | khai trương ngày 13 tháng 9 năm 2003                                                      |
| Poznań Krzeiny - Września          | 37,5 km (23,3 mi)  | 2001-2003                            | khai trương ngày 27 tháng 11 năm 2003; đường cao tốc thu phí                              |
| Września - Golina                  | 34,2 km (21,3 mi)  | 1977 -1985                           | khai trương ngày 9 tháng 10 năm 1985; đường cao tốc thu phí từ ngày 20 tháng 12 năm 2002  |
| Golina - Konin Zachód              | 13,8 km (8,6 mi)   | 1986 -1988                           | khai trương ngày 10 tháng 11 năm 1988                                                     |
| Konin Zachód - Stryków             | 103 km (64 mi)     | 2004-2006                            | khai trương ngày 26 tháng 7 năm 2006; đường cao tốc thu phí kể từ ngày 1 tháng 7 năm 2011 |
| Stryków - Łódź Północ              | 1,7 km (1,1 mi)    | 2008                                 | khai trương ngày 22 tháng 12 năm 2008                                                     |
| Łódź Północ - Trượt tuyết          | 32 km (20 mi)      | 2010-2012                            | mở cửa cho giao thông vào ngày 3 tháng 6 năm 2012, hoàn thành đầy đủ vào mùa thu năm 2012 |
| Trượt tuyết - Grodzisk Mazowiecki  | 41,4 km (25,7 mi)  | 2010-2012                            | mở cửa cho giao thông vào ngày 6 tháng 6 năm 2012, hoàn thành đầy đủ vào mùa thu năm 2012 |
| Grodzisk Mazowiecki - Pruszków     | 12,6 km (7,8 mi)   | 2010-2012                            | khai trương vào ngày 27 tháng 5 năm 2012                                                  |
| Pruszków - Konotopa                | 4,8 km (3,0 mi)    | 2010-2012                            | khai trương vào ngày 22 tháng 5 năm 2012                                                  |
| S2 ở Warsaw (đến giao lộ Lubelska) |                    |                                      |                                                                                           |
| Lubelska-Choszczówka Stojecka      | 14,6 km (9,1 mi)   | Mùa hè năm 2020                      | Hợp đồng được ký vào tháng 7 năm 2017                                                     |
| Choszczówka Stojecka - Kałuszyn    | 20,8 km (12,9 mi)  | 2009-2012                            | khai trương ngày 29 tháng 8 năm 2012 (đường tránh Mińsk Mazowiecki)                       |
| Kałuszyn- Siedlce                  | 37 km (23 mi)      | 2021-2023                            | Hợp đồng lập kế hoạch ký ngày 4 tháng 1 năm 2018                                          |
| Siedlce- Kukuryki                  | 96 km (60 mi)      | Cuối năm 2020                        | Chỉ có DŚU                                                                                |

## Các kế hoạch
Đoạn phía đông từ Warsaw đến biên giới với Belarus tại Kukuryki gần Brest (kết nối với M1), dài khoảng 170 km (110 mi), vẫn đang trong giai đoạn lập kế hoạch. Quyết định hoàn thiện phần đường này đã được công bố vào tháng 12 năm 2011  nhưng việc xây dựng thực tế trên toàn bộ phân khúc sẽ không bắt đầu trong tương lai gần và lịch trình phụ thuộc vào nguồn tài trợ của chính phủ. Ngoại lệ là một đoạn ngắn (21 km (13 mi)) của A2 tạo thành đường tránh Mińsk Mazowiecki đang được xây dựng từ tháng 8 năm 2009. Nó đã mở cửa cho giao thông vào tháng 8 năm 2012. Việc xây dựng đoạn giữa Warsaw và Mińsk Mazowiecki dự kiến sẽ diễn ra từ năm 2014 đến 2020. Phần đường còn lại của biên giới sẽ được xây dựng sau năm 2020, với phần giữa Mińsk Mazowiecki và Siedlce có thể được bắt đầu trước vì mật độ giao thông cao hơn. Việc xây dựng phần còn lại ở phía đông Siedlce đến biên giới với Belarus có thể bắt đầu lâu sau đó, vì mật độ giao thông dọc theo tuyến đường này thấp và không có nhu cầu cấp thiết cho một con đường công suất cao.
Điều đáng chú ý là đường cao tốc A2 không thực sự chạy qua Warsaw, vì cư dân của các quận mà nó đi qua đã ngăn chặn thành công việc thi công công trình. Điều này có phần bất thường, vì hành lang cho đường cao tốc đã được các nhà quy hoạch thành phố dành riêng từ những năm 1970 và không được xây dựng. Thay vào đó, giao thông sẽ được định tuyến lại qua hai đường cao tốc (S2 và S8), có tiêu chuẩn thấp hơn so với đường cao tốc dự kiến ban đầu. Nghịch lý thay, một trong những con đường này (S2) sẽ chạy dọc theo hành lang đường cao tốc dự kiến ban đầu, vì vậy những người dân phản đối việc xây dựng vẫn sẽ phải chấp nhận một con đường đông đúc chạy qua các quận của họ, thậm chí có thể bất tiện hơn so với con đường ban đầu. Trong khu vực bị ảnh hưởng nhiều nhất, quận Ursynów, đường cao tốc sẽ chạy trong một đường hầm, đoạn đường mà sẽ được xây dựng với chi phí đáng kể.

## Danh sách đường rẽ ra
| A 12 E 30                                                                                         | A 12 E 30          | Frankfurt, Berlin                                                    |
|                                                                                                   |                    |                                                                      |
|                                                                                                   | (0)                | Ngang qua biên giới Frankfurt/Świecko                                |
| Đường Świecko kéo dài qua biên giới – nút giao thông Świecko đánh dấu là DK 2                     |                    |                                                                      |
|                                                                                                   | (1)                | Świecko DK 29                                                        |
|                                                                                                   |                    | Điểm dịch vụ Glinec (dir. Świecko)                                   |
|                                                                                                   |                    | Điểm dịch vụ Sosna(dir. Warszawa)                                    |
|                                                                                                   | (2)                | Rzepin DK 92                                                         |
|                                                                                                   | ()                 | Trạm thu phí Tarnawa                                                 |
|                                                                                                   | (3)                | Torzym DW 138 ( toll)                                                |
|                                                                                                   |                    | Điểm dịch vụ Walewice (dir. Świecko)                                 |
|                                                                                                   |                    | Điểm dịch vụ Koryta (dir. Warszawa)                                  |
|                                                                                                   | (4)                | Nút giao thông Jordanowo S3 E65 ( toll)                              |
|                                                                                                   | (5)                | Trzciel ( toll)                                                      |
|                                                                                                   | (6)                | Nowy Tomyśl DW 305 ( toll)                                           |
|                                                                                                   |                    | Wytomyśl (dir. Świecko) - bãi đậu xe                                 |
|                                                                                                   |                    | Kozielaski (dir. Warszawa) - bãi đậu xe                              |
|                                                                                                   |                    | Điểm dịch vụ Sędzinko (dir. Świecko)                                 |
|                                                                                                   |                    | Điểm dịch vụ Zalesie (dir. Warszawa)                                 |
|                                                                                                   | (7)                | Buk DW 307 ( toll)                                                   |
|                                                                                                   |                    | Dopiewiec (dir. Świecko) - bãi đậu xe                                |
|                                                                                                   |                    | Konarzewo (dir. Warszawa) - bãi đậu xe                               |
|                                                                                                   | ()                 | Trạm thu phí Gołuski                                                 |
|                                                                                                   |                    |                                                                      |
|                                                                                                   | (8)                | Nút giao thông Poznań – Zachód existing S11; in construction S5 E261 |
|                                                                                                   | (9)                | Nút giao thông Poznań – Komorniki DK 5 E261 DW 196                   |
|                                                                                                   |                    | Đường hầm dưới tuyến đường sắt ở Luboń 130 m                         |
|                                                                                                   | (10)               | Poznań – Luboń DW 430                                                |
|                                                                                                   |                    | Cầu Lucjan Ballenstaedt's bắc qua sông Warta 306 m                   |
|                                                                                                   |                    | Cầu bắc qua đường sắt ở Poznań                                       |
|                                                                                                   | (11)               | Nút giao thông Poznań – Krzesiny S11 DW 433                          |
|                                                                                                   |                    | Điểm dịch vụ Tulce (dir. Świecko)                                    |
|                                                                                                   |                    | Điểm dịch vụ Krzyżowniki (dir. Warszawa)                             |
|                                                                                                   | (12)               | Nút giao thông Poznań – Wschód S5 E261                               |
|                                                                                                   |                    |                                                                      |
|                                                                                                   | ()                 | Trạm thu phí Nagradowice                                             |
|                                                                                                   |                    | Chwałszyce (dir. Świecko) - bãi đậu xe                               |
|                                                                                                   |                    | Targowa Górka (dir. Warszawa) - bãi đậu xe                           |
|                                                                                                   | (13)               | Września DK 92                                                       |
|                                                                                                   |                    | Sołeczno (dir. Świecko) - bãi đậu xe                                 |
|                                                                                                   |                    | Gozdowo (dir. Warszawa) - bãi đậu xe                                 |
|                                                                                                   |                    | Skarboszewo (dir. Świecko) - bãi đậu xe                              |
|                                                                                                   | (15)               | Słupca DW 466 ( partially toll)                                      |
|                                                                                                   |                    | Lądek (dir. Warszawa) - bãi đậu xe                                   |
|                                                                                                   | ()                 | Trạm thu phí Lądek                                                   |
|                                                                                                   | (16)               | Sługocin DW 467                                                      |
|                                                                                                   |                    | Cầu bắc qua Warta river 250 m                                        |
|                                                                                                   |                    | Điểm dịch vụ Osiecza                                                 |
|                                                                                                   | (17)               | Nút giao thông Modła (Konin – Zachód) DK 25                          |
|                                                                                                   |                    |                                                                      |
|                                                                                                   | (18)               | Konin – Wschód DK 72                                                 |
|                                                                                                   | ()                 | Trạm thu phí Żdżary                                                  |
|                                                                                                   |                    | Kuny (dir. Świecko) - bãi đậu xe                                     |
|                                                                                                   |                    | Leonia (dir. Warszawa) - bãi đậu xe                                  |
|                                                                                                   | (19)               | Koło DW 470 ( toll)                                                  |
|                                                                                                   |                    | Police (dir. Świecko) - bãi đậu xe                                   |
|                                                                                                   |                    | Łęka (dir. Warszawa) - bãi đậu xe                                    |
|                                                                                                   |                    | Cầu bắc qua sông Warta                                               |
|                                                                                                   |                    | Sobótka (dir. Świecko) - bãi đậu xe                                  |
|                                                                                                   |                    | Cichmiana (dir. Warszawa) - bãi đậu xe                               |
|                                                                                                   | (20)               | Dąbie DW 473 ( toll)                                                 |
|                                                                                                   |                    | Kozanki (dir. Świecko) - bãi đậu xe                                  |
|                                                                                                   |                    | Zaborów (dir. Warszawa) - bãi đậu xe                                 |
|                                                                                                   | (21)               | Wartkowice DW 703 ( toll)                                            |
|                                                                                                   |                    | Chrząstów - bãi đậu xe                                               |
|                                                                                                   | (22)               | Emilia DK 91; trong kế hoạch S14 ( toll)                             |
|                                                                                                   |                    | Ciosny - bãi đậu xe                                                  |
|                                                                                                   | (22)               | Zgierz DW 702 ( toll)                                                |
|                                                                                                   | ()                 | Trạm thu phí Stryków                                                 |
|                                                                                                   | (23)               | Stryków DK 14 DK 71                                                  |
|                                                                                                   | (24)               | Nút giao thông Łódź-Północ A1 E75                                    |
|                                                                                                   |                    | Điểm dịch vụ Nowostawy (dir. Świecko)                                |
|                                                                                                   |                    | Điểm dịch vụ Niesułków (dir. Warszawa)                               |
| Toll point                                                                                        |                    | Trạm thu phí Rozdzielna (trong kế hoạch)                             |
|                                                                                                   | (25)               | Łowicz DW 704                                                        |
|                                                                                                   |                    | Điểm dịch vụ Parma (dir. Świecko)                                    |
|                                                                                                   |                    | Điểm dịch vụ Polesie (dir. Warszawa)                                 |
|                                                                                                   | (26)               | Skierniewice DK 70                                                   |
|                                                                                                   |                    | Điểm dịch vụ Bolimów (dir. Świecko)                                  |
|                                                                                                   |                    | Điểm dịch vụ Mogiły (dir. Warszawa)                                  |
|                                                                                                   | (27)               | Wiskitki (Żyrardów) DK 50                                            |
|                                                                                                   |                    | Điểm dịch vụ Baranów Północ (dir. Świecko)                           |
|                                                                                                   |                    | Điểm dịch vụ Baranów Południe (dir. Warszawa)                        |
|                                                                                                   | (28)               | Grodzisk Mazowiecki DW 579                                           |
|                                                                                                   |                    | Điểm dịch vụ Brwinów Północ (dir. Świecko)                           |
|                                                                                                   |                    | Điểm dịch vụ Brwinów Południe (dir. Warszawa)                        |
| Toll point                                                                                        |                    | Trạm thu phí (trong kế hoạch)                                        |
|                                                                                                   | (29)               | Pruszków DW 719                                                      |
|                                                                                                   | (30)               | Nút giao thông Konotopa S8 E67                                       |
| Đường sẽ tiếp tục là S2 E30 → Southern Warsaw Bypass. Sau khi qua Warsaw, đường sẽ tiếp tục là A2 |                    |                                                                      |
| Autobahnkreuz                                                                                     |                    | Nút giao thông Warszawa – Wschód DK 2 E30 (trong kế hoạch)           |
| Parkplatz                                                                                         |                    | - bãi đậu xe (trong kế hoạch)                                        |
| Parkplatz                                                                                         |                    | - bãi đậu xe (trong kế hoạch)                                        |
|                                                                                                   | (32)               | Mińsk Mazowiecki – Arynów                                            |
|                                                                                                   | (33)               | Mińsk Mazowiecki – Sân bay DK 50                                     |
| AB-Rast.svg                                                                                       | Under construction | Trạm nghỉ chân (đang xây dựng)                                       |
| AB-Rast.svg                                                                                       | Under construction | Trạm nghỉ chân (đang xây dựng)                                       |
|                                                                                                   | (34)               | Ryczołek DK 2 E30                                                    |
| Parkplatz                                                                                         |                    | - bãi đậu xe (trong kế hoạch)                                        |
| Parkplatz                                                                                         |                    | - bãi đậu xe (trong kế hoạch)                                        |
|                                                                                                   |                    | Kotuń (trong kế hoạch)                                               |
|                                                                                                   |                    | Siedlce – Swoboda DK 2 E30 (trong kế hoạch)                          |
|                                                                                                   |                    | Siedlce – Białki DK 63 (trong kế hoạch)                              |
|                                                                                                   |                    | Trạm nghỉ chân (trong kế hoạch)                                      |
|                                                                                                   |                    | Trạm nghỉ chân (trong kế hoạch)                                      |
| Autobahnkreuz                                                                                     |                    | Nút giao thông Łukowisko S19 (trong kế hoạch)                        |
|                                                                                                   |                    | Trạm nghỉ chân (trong kế hoạch)                                      |
|                                                                                                   |                    | Trạm nghỉ chân (trong kế hoạch)                                      |
|                                                                                                   |                    | Biała Podlaska – Zachód (trong kế hoạch)                             |
|                                                                                                   |                    | Biała Podlaska – Wschód (trong kế hoạch)                             |
| Parkplatz                                                                                         |                    | - bãi đậu xe (trong kế hoạch)                                        |
| Parkplatz                                                                                         |                    | - bãi đậu xe (trong kế hoạch)                                        |
|                                                                                                   |                    | Kukuryki DK 68 (trong kế hoạch)                                      |
|                                                                                                   | (-)                | Ngang qua biên giới Kukuryki – Kazlovichy                            |
| M1 E30                                                                                            | M1 E30             | Minsk, Moskva                                                        |